# Caja Rural de Granada
Caja Rural de Granada es una Sociedad Cooperativa de Crédito (Cooperativa de ahorro y crédito) fundada en enero de 1970. Está registrada en el Banco de España con el número de registro 3023. Forma parte del Grupo de Cajas Rurales, Caja Rural y está integrada en la UNACC, Unión Nacional de Cooperativas de Crédito.

## Historia
Sus Estatutos. fueron aprobados y autorizada la inscripción en el Registro Oficial de Cooperativas en la  Orden de 13 de diciembre de 1969 del Ministerio de Trabajo, publicada en el Boletín Oficial del Estado, BOE de 14 de enero de 1970.
La entidad cuenta con 197 oficinas, a fecha 31/12/2011.
Desde el año 2022, tiene un ámbito de actuación en las provincias de Granada, Málaga, Cádiz y Almería de la comunidad autónoma de Andalucía y también en Murcia y Madrid.

## Administración
- Presidente: Antonio León Serrano
- Director general: Jerónimo Luque Frias

## Actualidad
La Asamblea General Ordinaria de Caja Rural Granada, aprobó por unanimidad las cuentas anuales del ejercicio 2022 en el que obtuvo unos beneficios, después de impuestos, de 47,9 millones de euros (el año anterior fueron 38,3 millones), tras haberse dedicado a provisiones por insolvencias más de 7,5 millones de euros. Los recursos propios alcanzaron la cifra de 695 millones de euros, incrementando su solvencia al 23,4%.
En concreto, el volumen de activos totales cerró 2022 con 7.040,5 millones de euros; la Caja cuenta con un elevado nivel de liquidez que le ha permitido amortizar anticipadamente 532 millones de euros de las TLTRO III (operaciones de refinanciación a largo plazo).
Los préstamos y anticipos a la clientela se incrementaron en 178,2 millones, un 4,4%, llegando a 4.244 millones. Buena parte corresponde a la financiación de la actividad empresarial que cerró con 1.622 millones, así como el esfuerzo realizado para la financiación a los hogares que, a pesar de verse afectados por la pérdida generalizada del poder adquisitivo por la coyuntura económica global, se incrementó en 149 millones hasta alcanzar los 2.261 millones de euros.
En 2022 se ha registrado, de nuevo, un crecimiento del número de clientes que ascienden a 417.567. También se ha producido un incremento del número de socios (112.471) así como el aumento de sus depósitos del 6,2% alcanzando los 5.785 millones.
La liquidez (depósitos sobre créditos) se ha situado en el 136,3%, mejorándose con respecto al año pasado en 2,3 puntos.
Por otra parte, se ha continuado trabajando para reducir el índice de morosidad, que ha pasado del 2,26% al 1,81%, muy por debajo de las cifras del sector, con una cobertura total superior al 105,2%.
Fundación Caja Rural Granada

Caja Rural de Granada, a través de su Fundación, otorga anualmente el “Premio Ciencias de la Salud Fundación Caja Rural”, consta de dos modalidades: investigación, dotado con 20.000 € y divulgación, con 6.000 €.
La Entidad ha otorgado 26 premios de 1000 € cada uno, a los mejores expedientes académicos de la Universidad de Granada en las diferentes materias del área del conocimiento.  Estos galardones se denominan “Premios UGR - Caja Rural de Granada a la Excelencia en el Rendimiento Académico”
La Entidad Patrocina y Colabora con eventos de carácter Internacional como el Premio Internacional de Poesía Ciudad de Granada – Federico García Lorca y el Festival Internacional de Música y Danza de Granada.
Caja Rural de Granada, forma parte del Consorcio del Parque de las Ciencias (Granada), y a través de su Fundación, la cooperativa de crédito granadina forma parte del Patronato de la Fundación del PTS, Parque Tecnológico de Ciencias de la Salud. 
Caja Rural de Granada apoya las principales iniciativas culturales y de desarrollo de su ámbito de actuación, como es el caso de la conmemoración del Milenio Reino de Granada de la que es Socio Patrocinador.